# Atanas Pashev
Atanas Pashev   (Pàzardjik, 21 de novembre de 1963) és un exfutbolista búlgar de les dècades de 1980 i 1990.
Fou 36 cops internacional amb la selecció búlgara amb la qual participà en la Copa del Món de Futbol de 1986.
Va ser jugador de Trakia Plovdiv on marcà 100 gols en 194 partits a la lliga búlgara. També jugà a Beitar Jerusalem.